# Войлочники
Войлочники (лат. Eriococcidae) — семейство полужесткокрылых из надсемейства червецов. Открыто приблизительно 550 видов; в Европе встречаются 86 видов.

## Описание
Насекомые мелких и очень мелких размеров, в длину достигающие 2-3 мм, реже всего 0,7 мм. Трёхъячеистой железы и церариев нет, бутылковидные железы имеются. Самка в войлочном, редко в ватообразном яйцевом+ мешке. Анальные дольки обычно удлинённые, с длинной щетинкой и тремя шипами, часто шипы расположены по всей дорсальной поверхности или по краю тела.

## Систематика
В составе семейства:
- Acanthococcus Signoret, 1875
- Apezococcus Ferris, 1955
- Apiomorpha Rübsaamen, 1894
- Apterococcus Newstead, 1898
- Ascelis Schrader, 1863
- Atriplicia Cockerell, 1909
- Cryptococcus Douglas, 1890
- Eriococcus Targioni Tozzetti, 1868
  - Eriococcus adzharicus, Eriococcus turkmenicus
- Gossyparia Signoret, 1875
- Greenisca Borchsenius, 1948
- Gregoporia Danzig, 1969
- Kuwanina
- Noteococcus
- Ovaticoccus Kloet, 1944
- Pseudochermes Nitsche, 1895